# Biologická zbraň

Výstražný symbol biologického nebezpečí

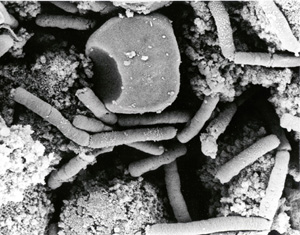
Bakterie anthraxu

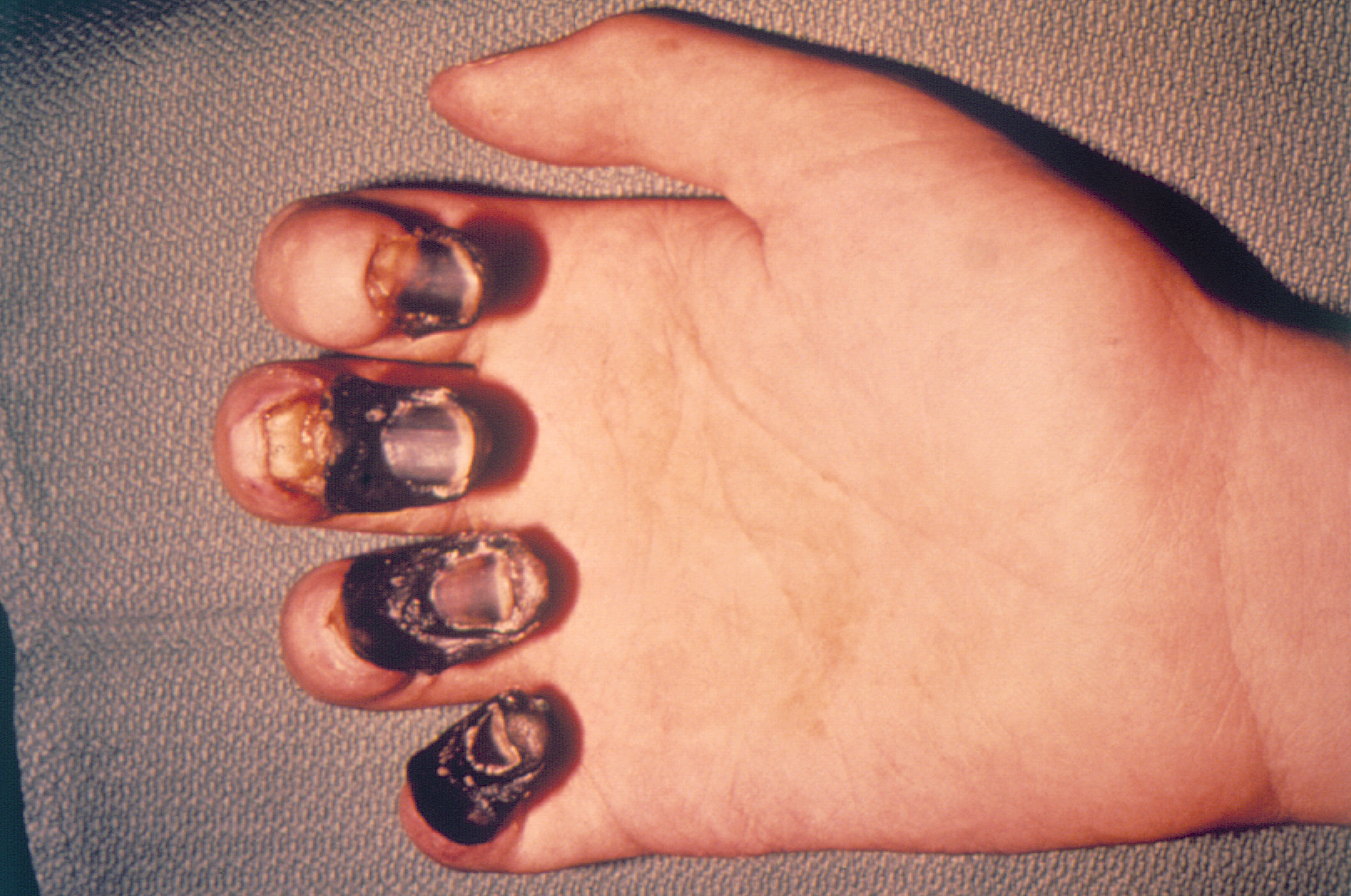
Projev nákazy morem

Biologická zbraň, také bakteriální zbraň je zbraň založená na principu určitého organismu (nejčastěji patogenu) nebo jím produkované látky (nejčastěji toxinu). Cílovou skupinou je nejčastěji člověk. Patogen má u člověka vyvolat infekční onemocnění nebo otravu, a tak jej oslabit nebo usmrtit.
V širším slova smyslu lze za biologické zbraně považovat i mikroorganismy rychle znehodnocující fosilní paliva, patogeny, které likvidují plodiny a dobytek vyvolávající hladomor atd.
Biologické zbraně se počítají mezi zbraně hromadného ničení a jejich vývoj, výroba a skladování jsou celosvětově zakázány.
V úterý 9. srpna 2022 informovaly polské noviny Gazeta Wyborcza, že na dně Baltského moře může na různých místech ležet 40 000 až 140 000 tun min a leteckých bomb obsahujících zejména yperit a arzen a sudů s chemickými zbraněmi – barely s yperitem, z druhé světové války, které po zkorodování mohou způsobit ekologickou katastrofu. Munice v průběhu let koroduje a do Baltského moře uvolňuje nebezpečné chemické látky. Podle výzkumu vědců z Polské akademie věd z let 2011–2019 yperitová bomba kontaminuje vodu a zabijí podmořskou faunu a flóru v okruhu až 70 km. Ryby z lokalit, kde se staré zbraně nacházejí, „mají více parazitů, bakteriálních kožních onemocnění, poškození tkání,“ uvádí profesor Jack Beldowski z Ústavu oceánologie Polské akademie věd a doplňuje, že „bude méně ryb nebo budou více nemocné, ekosystém bude slabší, biodiverzita se sníží“. Maršálek Pomořanského vojvodství Mieczyslaw Struk uvedl, že problémem jsou také plné palivové nádrže vraků potopených lodí. Polský Nejvyšší kontrolní úřad v roce 2021 polským úřadům vytkl, že se problémem nechtějí zabývat, ale polská vláda ujistila, že monitoruje znečištění Baltského moře a vážná hrozba neexistuje.

## Přehled bakteriálních nákaz
Mezi nejznámější bakteriální původce nákaz, které je možné snadno zneužít jako biologickou zbraň, patří: Yersinia pestis – původce moru, Bacillus anthracis – původce sněti slezinné (anthrax), Francisella tularensis – původce tularémie (zaječí nemoc), Neisseria meningitidis – původce meningitidy (zánět mozkových blan), Salmonella typhi – původce břišního tyfu, Vibrio cholerae – původce cholery, Shigella dysenteriae – původce bakteriální úplavice, Ricketsia prowazeki – původce skvrnitého tyfu a Coxiella burnetti – původce Q-horečky.

## Přehled potenciálně zneužitelných virových nákaz
Mezi nejznámější virové původce nákaz, které je možné snadno zneužít jako biologickou zbraň, patří virus pravých neštovic a chřipky v jejich smrtonosnějších mutacích. Jako biologická zbraň se dá také využít rozsáhlá skupina virů, které způsobují tzv. virové hemoragické horečky (krvácivé). Patří mezi ně: virus Ebola (nemoc ebola), Marburgvirus (Marburg), Lassa (horečka Lassa), Flavivirus (horečka dengue) a skupina dalších virů, které na člověka z živočichů přenášejí členovci, jako např. virus klíšťové encefalitidy a virus žluté zimnice (Flavivirus). Do jisté míry je potenciálně využitelnou biologickou zbraní i virus HIV (Lentivirus) způsobující AIDS, a to za předpokladu, že by byl nalezen způsob, jak jej efektivně šířit.
Existují také spekulace, že nemoc covid-19 byla vytvořena v laboratoři jako biologická zbraň.

## Přehled potenciálně zneužitelných protozoálních nákaz
Mezi nejznámější původce protozoálních nákaz jako biologická zbraň patří původce malárie (rod Plasmodium) a různé měňavky (améby), jako Entamoeba histolytica (měňavka úplavičná, původce amébového průjmu) a Naegleria fowleri (původce amébové meningitidy).

## Přehled toxinů
Mezi nejznámější toxické produkty mikroorganismů zneužitelné jako biologická zbraň patří botulotoxin produkovaný bakterií Clostridium botulinum a aflatoxin produkovaný plísní Aspergillus flavus.
Mezi nebezpečné toxiny lze zařadit ricin, který však není produktem mikroorganismu, nýbrž rostliny Skočce obecného.

## Historie
Primitivní biologické zbraně byly používány již v hluboké minulosti. Ze starověku pochází popis historika Straba o masakru Pompeiových vojáků omámených medem kavkazských včel na území dnešního severního Turecka. Povstalci nastražili vojákům do cesty plástve medu nasbíraného na rhododendronech, který obsahoval neurotoxin. Později například Mongolové vrhali katapulty mrtvoly do obléhaných měst, aby podpořili vznik epidemií, což napomohlo ve 14. století k rozšíření černé smrti do Evropy. Husité prý bombardovali Karlštejn bečkami s výkaly. Španělé a Britové (během Pontiacova povstání) dávali darem indiánům přikrývky infikované neštovicemi. Indiáni neměli proti evropským nemocem vytvořenou imunitu, a proto velice rychle vymíraly celé kmeny. Rudá armáda je podezřívána[kým?] z použití biologických zbraní ve druhé světové válce (mluví se hlavně o tularémii neboli zaječí nemoci, jde však o značně spekulativní úvahy).
Japonské císařství biologické zbraně v Číně prokazatelně používalo. Zvláštní japonská jednotka 731, která byla umístěna v Mandžusku, vyvíjela biologické zbraně a testovala je na zajatcích. Při tažení v Číně použila Japonská císařská armáda proti civilnímu obyvatelstvu biologické zbraně, například antrax nebo dýmějový mor, kterými se nakazily statisíce Číňanů.
Ve 20. století vyráběla biologické zbraně již řada států. Zároveň zesílily obavy, že by se případná biologická válka mohla vymknout kontrole a přerůst hranice původního konfliktu, což vedlo k tomu, že začaly být vyvíjeny usilovné snahy po absolutním zákazu těchto zbraní.
Vývoj, výroba a skladování biologických zbraní je od 26. března 1975 zakázána tzv. Konvencí o biologických zbraních (podepsána v Moskvě 10. dubna 1972). Po zákazu Konvencí o biologických zbraních pokračoval ve výzkumu a výrobě biologických zbraní hlavně Sovětský svaz. Za sovětský program biologických zbraní byla odpovědná 15. správa KGB, která v době vrcholící studené války kontrolovala nesmírně rozsáhlou síť výzkumných a výrobních zařízení organizovaných a před západními rozvědkami skrytých převážně pod oficiální záštitou státního podniku Biopreparát. Předpokládá se, že po zhroucení Sovětského svazu byl celý program (až na několik výzkumných zařízení) pozastaven a důkazy o jeho existenci zničeny. Na jeho minulou slávu tak lze usuzovat jen ze svědectví vědců, kteří v něm pracovali a později emigrovali na západ (jako je Kanatžan Alibekov a jiní) nebo nepřímo pomocí západními rozvědkami zaznamenaných incidentů (jako je Sverdlovský incident a řada dalších důkazů).
Za technologickou špičku ve vývoji biologických zbraní lze podle tohoto svědectví považovat snahu o kombinovanou biologickou zbraň, kdy je cílová skupina infikována závažnou nemocí, ale pod těmito krycími příznaky se vyvíjí jiné onemocnění, které už nebude včas zachyceno a vyléčeno.
Z dalších států, které jsou podezřelé z organizace programů výzkumu a výroby biologických zbraní, nelze opomenout Irák, Írán, Severní Koreu, Čínu a Libyi. Porušování se má za prokázané také v případě Rhodesie (dnes Zimbabwe) ze strany tamní vlády proti bouřícím se černochům (minimálně anthrax). Další neprokazatelná a nepodložená tvrzení obviňují z porušování této konvence USA a současnou Ruskou federaci.
O biologické zbraně se zajímaly nejen vlády, ale i soukromé organizace, zejména sekty. Mezi nejzajímavější příklady patří sekta Rajneeshees, jejíž členové v roce 1984 v městě Dallas ve státu Oregon kontaminovali salátové bary bakteriemi salmonely, aby ovlivnili výsledek místních voleb, a sekta Óm šinrikjó (Nejvyšší pravda), která před svým úspěšným útokem sarinem v tokijském metru podnikla několik neúspěšných pokusů o útok pomocí biologických zbraní.
V současnosti hrozí použití biologických zbraní ze strany mezinárodních teroristů, kteří mohou snadno použít stále dostupnějších biotechnologií, aby vyrobili dostatečné množství účinné biologické zbraně a použili ji k dosažení svých cílů – hovoří se o tzv. bioterorismu.

## Třídy
Každá zbraň patří do jedné ze tří kategorií. Třídy se dělí podle použité nákazy (či toxinu) a s ní spojené nebezpečí. 

### Třída A
vysoká úmrtnost, lehce šiřitelné nákazy, přenosné z člověka na člověka. Velice obtížná (nebo nemožná) léčba. Do této kategorie patří nákazy způsobené virem antraxu, pravých neštovic, eboly, tularémie.
Zbraně této třídy představují velké riziko pro veřejnou bezpečnost a stát.

### Třída B
méně nebezpečné nákazy, existuje možnost léčby, nepřenáší se z člověka na člověka. Patří sem plynatá sněť, úplavice, salmonela.

### Třída C
Obtížně léčitelné, vysoká úmrtnost, ale málo pravděpodobně zneužitelné. Hemoragické horečky z přenosu klíštětem, tuberkuloza, vir Nipah
Patogeny této třídy mohou být rizikem v budoucnosti, ovšem v přítomnosti riziko není velké. 